# Jiří Uhlíř
Jiří Uhlíř (* 21. dubna 1937 Jasenná) je český bibliograf, filmograf a publicista.

## Život a dílo
Středoškolský pedagog PhDr. Jiří Uhlíř, narozený 21. dubna 1937 v obci Jasenná na Jaroměřsku, okres Náchod. V letech 1955–2021 publikoval téměř 3000 prací, z toho přes 35 samostatných knih, u desítek dalších je spoluautorem. Uplatnil se především jako autor literatury faktu. Publikoval své články, recenze, studie, medailonky osobností, vlastivědy obcí, historické monografie, desítky bibliografií a filmografií. Články, statě i studie otiskl ve více než 155 různých titulech periodik, almanachů i sborníků v českých zemích i na Slovensku.
Absolvoval Vysokou školu pedagogickou v Praze (1955–1959) a postgraduální studia na Filozofické fakultě Univerzity Karlovy v Praze (1973–1975; PhDr.). Jako pedagog Střední lesnické školy Trutnov (1961–1998) v šedesátých letech 20. století na sebe upozornil coby amatérský bibliograf a filmograf. Zpracoval dvoudílnou Bibliografii lesnického školství na území Československa v letech 1850–1968 (1970), na niž navazoval druhý díl registrující období let 1969–1992, vydaný Ministerstvem zemědělství ČR (1992). To věnovalo výtisky prvního dílu zahraničním účastníkům mezinárodního sympozia o výchově lesníků ve švédském Stockholmu v září a říjnu 1971.
Byl jedním z průkopníků informatické výchovy na středních školách v ČR v letech 1971–1998.
Jako pedagog podnítil a získal své studenty ke zpracování 311 soupisů lidových jmen a názvů rostlin a živočichů, nářečí i slangů, a především k soupisu pomístních jmen na katastrech obcí a polesí ČR v letech 1971–1988, jimiž obohatili archiv vědeckého Ústavu pro český jazyk Československé akademie věd v Praze. V letech 1965–1981 natočil celkem 14 amatérských dokumentárních filmů. Jako amatérský filmograf zpracoval soupis filmů ve své knize Božena Němcová ve filmu a v televizi (1968), jež reprezentovala Československo na mezinárodní filmologické výstavě v rámci mezinárodního festivalu v Benátkách v Itálii v roce 1969, kde obdržela mezinárodní diplom. Dále zpracoval původní filmografie, dvoudílnou pro Jaroměř (1968, 1971), dále Filmografii Krkonoš (1970), filmografii a diafilmografii lesnického školství v Trutnově (1965–1995) a v Písku (1975).
Pro region Jaroměřska, Trutnovska, ale i pro české lesnictví byl též průkopníkem a protagonistou tvorby literárních medailonků – lexikony jaroměřských rodáků již z roku 1968 a posléze kniha Osobnosti Jaroměře (2011, 217 medailonků). Zpracoval též několik set medailonků československých lesníků a myslivců. Odborný zájem věnoval významným osobnostem, ohlasu života a díla, především posmrtnému kultu (uctívání) a přijetí (recepci) spisovatelky Boženy Němcové ve svých čtyřech knížkách a v desítkách statí a také humoristovi Jaroslavu Haškovi.
Seriály o lesnictví v umění odkrýval dosud neznámé lesnické, myslivecké a přírodní motivy v dílech českých spisovatelů. (V měsíčníku Lesnická práce otiskl od září 1965 dosud cca 360 prací.)
Sestavil také bibliografie lesnického školství na území českých zemí, Slovenska i Podkarpatské Rusi (1850¬–1992), v Trutnově (1965–1995) a v Písku (1975). Jeho vlastivědy několika obcí na hodnotí odborná kritika jako vzorové knihy (Jasenná, 1994 a 2007; Osobnosti Jaroměře, 2011). O některých Uhlířových pracích se pochvalně vyjádřil premiér a prezident ČR Václav Klaus a jiní ústavní činitelé.
Město Jaroměř k Uhlířovým 80. narozeninám vydalo 8. března 2018 knihu Bibliografie Jiřího Uhlíře 1954–2017. J. Uhlíř chystá bibliografii Božena Němcová inspirací pro umění (1842–2020).
Jiří Uhlíř přes 30 let pracoval coby kronikář obce Jasenná na Jaroměřsku (1976–2007), zpravodaj a konzervátor státní památkové péče ONV Náchod pro sedm obcí Jaroměřska (1977–1990), člen Obce spisovatelů (1996–2021), řádný člen Klubu autorů literatury faktu Praha (2009–dosud), řádný člen Střediska východočeských spisovatelů Pardubice (2015–dosud).

### Získaná a udělená ocenění a vyznamenání
Jiří Uhlíř byl členem kolektivu Střední lesnické technické školy Trutnov, jemuž prezident republiky L. Svoboda propůjčil státní vyznamenání Za vynikající práci (30. 4. 1968). Uhlířovy knihy i rukopisy byly oceněny celkem sedmkrát jak v tuzemsku, tak i v zahraničí, v Itálii (Božena Němcová ve filmu a televizi, Benátky, 1969) a ve Švédsku (Bibliografie lesnického školství na území Československa v letech 1850–1968, Stockholm, září–říjen 1971). Třikrát uspěl v literární soutěži Šrámkova Sobotka (1970, 1995, 2004). Rodná obec Jasenná jako prvnímu v historii obce udělila titul čestný občan (23. 6. 1994). Město Jaroměř mu u příležitosti jeho 60. narozenin udělilo Pamětní medaili za badatelskou práci pro město (17. 4. 1997). V r. 2012 převzal regionální Cenu Miroslava Ivanova za knihu Osobnosti Jaroměře (2011) a v r. 2013 Cenu Petra Jilemnického za knihu Humorista Jaroslav Hašek a Jaroměřsko (2012). Dne 17. listopadu 2015 mu Město Jaroměř udělilo jako vůbec prvnímu Ocenění za celoživotní přínos v oblasti kultury. – Ke Dni učitelů 28. března 2017 ministryně školství ČR Mgr. Kateřina Valachová, Ph.D., udělila Jiřímu Uhlířovi nejvyšší resortní vyznamenání Medaili Ministerstva školství, mládeže a tělovýchovy I. stupně „za dlouhodobou vynikající pedagogickou činnost“ (s přihlédnutím k literárně-publicistické aktivitě). – V sobotu 5. září 2020 mu hejtman Královéhradeckého kraje docent PhDr. Jiří Štěpán, Ph.D., předal „Pamětní medaili hejtmana Královéhradeckého kraje za celoživotní přínos pro českou kulturu a pedagogiku“ u příležitosti oslav 20 let Královéhradeckého kraje v Hradci Králové.
Uhlířova literárně publicistická pozůstalost je z větší části uložena v jeho osobním fondu ve Státním okresním archivu (SOkA) v Náchodě, Dobenínská 96, a v Literárním archivu Památníku národního písemnictví v Praze 1, Strahovské nádvoří 132, 118 38 Praha 1, a v dalších institucích, archivech, muzeích i knihovnách v ČR.

## Dílo

### Souhrnná bibliografie
- UHLÍŘ, Jiří. Bibliografie PhDr. Jiřího Uhlíře: za léta 1954‒2001 (do 3. 4. 2001) . Jaroměř: J. Uhlíř, 2001. 145 s.
- UHLÍŘ, Jiří. Bibliografie Jiřího Uhlíře: 1954 ‒ 30. 6. 2017: chronologický soupis knih, publikací, článků, studií, seriálů, medailonků osobností, recenzí, bibliografií a filmografií publicisty a spisovatele literatury faktu Jiřího Uhlíře, narozeného 21. 4. 1937 v obci Jasenná na Jaroměřsku, okres Náchod, a soupis literatury o Jiřím Uhlířovi z let 1966‒2017. Jaroměř: město Jaroměř ve spolupráci s Městskou knihovnou Jaroměř, 2017. ISBN 978-80-86677-19-4. 409 stran. 2854 anot. zázn.
- SLEZÁKOVÁ, Jitka, ed., red. Bibliografie Jiřího Uhlíře. Druhý díl, 11. 7. 2017 – 1. 7. 2022. Jaroměř, vlastním nákladem 1. srpna 2022. ISBN 978-80-11-01262-5. Formát A5. 87 stran. 358 všech anotovaných záznamů. 3 rejstříky, 2 cizojazyčná résumé angl. a němč.

### Sborníky
- Minulostí Jaroměře. Sborník příspěvků k dějinám města, sv. I.  Věnováno 50. výročí vzniku Československa, Krkonoše ‒ Podkrkonoší, Supplementum IV, red. Vladimír WOLF, Trutnov, Muzeum Podkrkonoší ‒ Jaroměř, Městský národní výbor, 1968, 328 s.
- WOLF, Vladimír, ed. Minulostí Jaroměře: sborník příspěvků k dějinám města a okolí. Jaroměř: Městský národní výbor, 1972. Dostupné také z: Digitální knihovna.
- Stopami dějin Náchodska: sborník Státního okresního archivu Náchod. Náchod: Státní okresní archiv, 1995‒. ISSN 1211-3069.
- Sborníček: příspěvky Muzea Podkrkonoší Trutnov. Trutnov: Muzeum Podkrkonoší, 2002‒2007.

### Lesnické školství

#### Almanachy aj.
- UHLÍŘ, Jiří, ed. 20 let lesnického školství v Trutnově 1945‒1965: jubilejní almanach SLTŠ. Trutnov: Střední lesnická technická škola, 1965. 93 s.
- UHLÍŘ, Jiří, ed. Střelnice SLTŠ [Střední lesnická technická škola Trutnov] v Babí a okolí: Průvodce okolím školní chaty Vobešlovka a Střelnice SLTŠ Babí u Trutnova. Trutnov: Zákl. inf. středisko VTEI Stř. lesnické techn. školy, 1976. [33] s.
- UHLÍŘ, Jiří, ed. 40 let Střední lesnické školy v Trutnově: 1945‒1985: jubilejní almanach. Praha: Vodní stavby, 1987. 91 s.
- UHLÍŘ, Jiří. Padesát let lesnického školství v Trutnově 1945‒1995. Trutnov: Střední lesnická škola, 1995. 290 s.
- UHLÍŘ, Jiří, ed. Šedesát let lesnického školství v Trutnově 1945‒2005: jubilejní almanach k 150. výročí lesnického školství v severovýchodních Čechách (1855‒2005): Bělá pod Bezdězem (1855‒1904), Zákupy (1904‒1945), Trutnov (1945‒2005) . 1. vyd. Jilemnice: Gentiana, 2005. 232 s. ISBN 80-86527-18-2.

#### Informatika
- UHLÍŘ, Jiří. Základy informatiky pro středoškoláky: pomocný text pro výuku minimu informatiky v jazyce českém a literatuře. Trutnov: Střední lesnická technická škola, 1979. 44 s.

### Jaroměřsko
- UHLÍŘ, Jiří, ed., a PTÁČEK, Miroslav, ed. 50 let střední školy v Jaroměři: 1919‒1969: jubilejní almanach Gymnasia Václava Lindy v Jaroměři. 1. vyd. Jaroměř: SRPŠ [Sdružení rodičů a přátel školy], 1969. 168 s.
- UHLÍŘ, Jiří, ed. Léta 1939‒1945 na Jaroměřsku: Výběrová bibliografie: Soupis regionálních pramenů, literatury, článků. Jaroměř: Kulturní komise Měst. NV, 1975. 10 s.
- UHLÍŘ, Jiří, ed. Soupis uměleckých a historických památek na katastru obce Jasenná (okres Náchod) k 1. říjnu 1977. [Hradec Králové: Kraj. středisko st. památkové péče a ochrany přírody], 1977. 9 s.
- UHLÍŘ, Jiří, ed. Prameny a bibliografie bibliografií Jaroměře a Jaroměřska: Soupis archívních pramenů, kronik, regionálních bibliogr., ikonografií, filmografií a výběr zákl. lit. o Jaroměři a Josefovu. 1. vyd. Jaroměř: Měst. NV, 1978. [2], 2, 23 s. Regionální bibliogr. Jaroměře a okolí; sv. 2.
- UHLÍŘ, Jiří. Přírodní poměry a dějiny obce Jasenná, okres Náchod. 1305‒1980: Vlastivěda obce. Jasenná: Rada MNV, 1980. 41 s.
- UHLÍŘ, Jiří. Městské muzeum v Kroměříži [správně: v Jaroměři]: 1883‒1983. 1. vyd. Jaroměř: Měst. muzeum, 1984. 39 s.
- UHLÍŘ, Jiří. Dějiny školství v Jasenné, okres Náchod: 1588‒1988: příspěvek k dějinám školství v Jasenné a Šestajovicích. Jasenná: Místní národní výbor, 1988. 64 s.
- UHLÍŘ, Jiří. Starý Ples: Místní část města Jaroměře okres Náchod 1186‒1986: Vlastivěda obce. Jaroměř: Měst. NV, 1988. 107 s. + 16 s. obr. příl.
- UHLÍŘ, Jiří. Uměleckohistorické památky obce Jasenná, Roztoky a Šestajovice, okres Náchod. Jasenná: Místní národní výbor, 1990. 16 s.
- UHLÍŘ, Jiří, Jitka SLEZÁKOVÁ a Václav NOVÁK. Jasenná: Okres Náchod: Vlastivěda obce. Trutnov: K & K Josef Koutek, 1994. 376 s.
- UHLÍŘ, Jiří. Vlkov 1229‒1999: vlastivěda obce: k 770 letům první písemné zmínky o obci Vlkovyje, Vlková, Vlkov u Jaroměře okres Náchod. Vlkov: Obec Vlkov, 2000. 112 s.
- UHLÍŘ, Jiří a Jitka SLEZÁKOVÁ. Jasenná 1298‒1305‒2007: k 700 letům první písemné historické zmínky o obci Jasenná na Jaroměřsku: suplementum historie obce za léta 1994‒2007. Jasenná: Obec Jasenná na Jaroměřsku s Městskou knihovnou v Jaroměři, 2007. 96 s. ISBN 978-80-86677-11-8.
- UHLÍŘ, Jiří. Osobnosti Jaroměře. Liberec: Bor, 2011. 232 s. 87 portrétů J. Škopek. ISBN 978-80-86807-77-5.
- UHLÍŘ, Jiří. Humorista Jaroslav Hašek a Jaroměřsko. Liberec: Bor, 2012. 112 s. ISBN 978-80-87607-10-7. Dostupné také z: Digitální knihovna.

#### Božena Němcová
- UHLÍŘ, Jiří. Božena Němcová ve filmu a televizi. Česká Skalice: Muzeum Boženy Němcové, 1968. 168 s.
- UHLÍŘ, Jiří. Božena Němcová v plastice. Česká Skalice: Muzeum Boženy Němcové, 1970. 32 s.
- UHLÍŘ, Jiří. Božena Němcová inspirací pro umění. 1842‒2020. Výběrová bibliografie. Jaroměř, vlastním nákladem srpen 2021. 440 s. 1800 anot. zázn.